# Železniška postaja Prevalje
Železniška postaja Prevalje je ena izmed železniških postaj v Sloveniji, ki oskrbuje bližnje naselje Prevalje.
Pred leti je veljala za najlepšo železniško postajo v Sloveniji.
Prevalje je začetna oz. končna postaja za večino vlakov v Maribor, le dva para vlakov nadaljujeta pot v avstrijski Pliberk. Do vstopa Slovenije v schengensko območje se je na postaji izvajal mejni nadzor mednarodnih vlakov med Slovenijo in Avstrijo.